# Johann Knöfel
Johann Knöfel (též Johannes; Knefelius, Knöfelius, Knefel, Knöbel, Knöpflin) (kolem 1530, Lubáň – po roce 1617, Praha) byl slezský hudební skladatel a varhaník.
Byl luterán. Od roku 1592 působil v Praze.

## Z díla
- Cantus choralis (Norimberk, 1575)
- Novae Melodiae (Praha, 1592)